# 中国同盟会中部总会
中国同盟会中部总会，是1911年7月成立于上海的中国同盟会的分支机构，清末辛亥革命时期的革命团体。中国同盟会成立时，在国内设有东、南、西、北、中5个支部。:159其中，中部是指以武汉为中心包括两湖地区和长江中游一带。:159两湖革命党人认为中部革命的位置关键，不甘愿只作为一支响应之师。:159东南沿海的迭次起义失败后，他们努力争取同盟会在中部加强工作，最终成立了同盟会中部总会。:159

## 背景
1910年夏，在日本东京市举行的十一省区同盟会分会会长会议上，宋教仁提出革命“上策为中央革命”，“中策在长江流域各省”，“下策在边隅之地”，建议组织同盟会中部总会，在长江流域加强革命工作。:169与会大众赞成宋教仁的主张，并推谭人凤赴港与黄兴商议。:169同盟会中部总会开始酝酿成立。:169
1911年春，同盟会倾注全力，计划第三次广州起义，谋求全国各省响应。:165同盟会湖南会员谭人凤向黄兴建议：“两湖居中原中枢，得之可以震动全国，控制虏廷，不得则广东虽为我有，仍不能以为有，愿加以注意，俾收响应之效。”:165谭人凤于是赴两湖进行联络，出发前，黄兴特地拨款5000元，请谭发动苏、浙、贛、皖、湘、鄂诸省纷起响应。:165黄兴另写信给同盟会湖北会员居正，告诉广州即将发难之事，希望他在武汉主持新军起义，及时响应。:166
谭人凤先到上海，立即嘱咐宋教仁、陈其美、章梓、郑赞丞等人赴各地准备响应。:166然后，谭到武昌与杨时杰、孙武、查光佛等人会晤，告以广州起义，“两湖尤关重要，希望宜急起响应。”并交出800元单独作为湖北革命的经费。:166谭人凤会见胡瑛时，和鄂籍党人发生了辩论。:166谭坚持长江流域作为广州起义的响应之师，而孙武称两湖地利人和，力争以武昌为革命中心。:166争论未果，谭人凤即转长沙，指派吴敬庵、刘文锦联络新军，焦达峰运动绿林，及其它人事事项，并把700元经费交给曾伯兴后返回上海。:167
正当两湖党人等待发难消息、准备响应之时，广州起义失败的噩耗传来。:167居正、刘公、杨时杰、李作栋、胡祖舜、刘英、焦达峰、杨晋康等人召开大会，商讨对策。:167孙武发言称，广东既然没有希望了，两湖需要带头起义，从原先被动转为主动；焦达峰则说，两湖需要革命，再不要依赖别处了；杨时杰说，广东已牺牲大批同志，他们尽了责任，今后革命的重任，两湖同志需担负起来。:167-168

## 成立
为响应第三次广州起义，谭人凤曾以筹备中的同盟会中部总会名义抵汉，欲与两湖党人筹组武汉、长沙分会。:169谭人凤在武汉时，经过同焦达峰、杨晋康、谢介僧、刘承烈、刘文锦、邹永成、谭二式等人磋商，湖北中部同盟分会先行成立。:169-170广州起义失败后，谭人凤确信中原大势在长江，遂同宋教仁等人加快成立同盟会中部总会。:170宋教仁回忆说：“吾等计划第三箸既归失败，于是进一步策第二箸，规划湖北，更由陈君英士组织机关于上海，鄙人则从事湖南。”:170
1911年7月31日，同盟会中部总会在上海北四川路湖州公学正式成立，其《宣言》明确“奉东京本部为主体”。:170中部总会设总务干事5人，由谭人凤、宋教仁、陈其美、杨谱笙、潘祖彝担任，推谭为总务会议议长，下设庶务、财务、文事、交通、会计5部。:170陈其美任庶务，潘祖彝任财务，宋教仁任文事，谭人凤任交通，杨谱笙任会计。:171
中部总会成立后，决定由江、浙、皖、赣、鄂、湘、川、陕8省联合大举，各自分途进行。:171此时，历经重创的黄兴痛定思痛，同样把注意力集中于中部。:171黄兴在给孙中山的信中言及广州起义时写道：“以经济不足，不能推及长江以北，至为恨事。”:171黄兴得知同盟会中部总会成立，称赞此举使“长江上下，自可连贯一气”，“老谋深算，虽诸葛复生，不能易也。光复之基，即肇于此，何庆如之!”:171

## 起义
1911年9月14日，在中部总会湖北分会负责人居正的推动下，湖北当地的革命团体共进会与文学社，在雄楚楼刘公寓所宣布联合，并希望同盟会领导人来汉主持大计。大家表示赞同，推举居正、杨玉如为赴沪代表，携款1000元购买枪械，并邀请同盟会领导人来武汉主持工作。在沪期间，居正再三催促宋教仁从速到汉，但宋以报馆事务繁忙为辞推托。10月7日，居正觉得再不能留上海，他与陈其美、谭人凤等人商量，决定谭人凤当夜前往南京约请革命党人起义，居正则于10日晚乘船北上。两人在南京会合后，一同返鄂。
10月10日，陈其美按原约替居正买齐枪械，隐装在沙发椅里，派人抬到预定官舱后，居正登轮出发。10月10日晚，工程营以熊秉坤为首的革命士兵首先起义，第二天早晨，武昌城宣告光复。12日晨，谭人凤在南京上船与居正会合。这时，新成立的武昌军政府已致电上海居正转宋教仁、黄兴，告知起义消息，催促他们速到武汉主持；并请他们电请孙中山先生火速回国主持大计。但由于居正等人正坐在船上，到13日船泊九江，居正、谭人凤才知武昌革命党人已首举义旗。14日船抵汉口，此时黎元洪已被推为都督。
针对革命党人仓促起义，组织机构不完备、军事指挥和行政处理上漫无秩序的局面，居正草拟了一份《中华民国军政府条例》，并称《条例》是孙中山和东京同盟会总部预定的。《条例》规定，武昌军政府机构分“军政”和“民政”两部分，由都督统管。军政方面设总司令职，下管参谋、军令和军务等部；民政方面设政治部长一职，管辖内务、外交、教育、实业、司法和理财等司，司之下设科。大家无异词，当场宣布通过。次日，黎元洪签字批准《条例》，当天颁布实行。其后各省光复，所建各省都督府，大多依照湖北军政条例，使革命形势逐步稳定。
辛亥革命后，同盟会本部自日本迁回国内，同盟會中部总会的活动自行结束。:129

## 评价
学者王学庄、石芳勤指出，同盟会中部总会成立，并非同盟会发生了分裂。1910年的同盟会分会会长会议，是谭人凤获孙中山同意召开的。同盟会成立时，设有中国国内东、西、南、北、中五部名义，且南部总会已于1909年成立于香港，中部总会是有鉴于此酝酿成立的。谭人凤的提议得到黄兴的赞同和资助，而黄兴是仅次于孙中山的同盟会领袖；在孙中山远赴美洲筹款的情况下，同盟会中部总会已向本部请示成立。中部总会正式成立前夕，其负责人仍遵从本部活动，赴各地筹划响应黄花岗起义。武昌起义后，孙中山归国，中部总会服从孙中山的领导，自行解散。如此种种，都证明同盟会中部总会并非要自立门户。中部总会在长江流域组织起义，是对全国革命形势成熟的适应，是创举而非分裂。而全国革命形势的成熟，是武昌起义前的各次起义造成的，否则便不会有全国响应武昌起义。

## 相关
- 同盟会中部总会秘密接洽机关遗址
- 共進會
- 文學社